# MaKss Damage
MaKss Damage, auch MKD, bürgerlich Julian Fritsch (* 21. Juli 1988 in Gütersloh), ist ein deutscher Neonazi und NS-Rapper.
Fritsch wird vom Bundesamt für Verfassungsschutz beobachtet und von der Behörde als Rechtsextremist eingestuft. Er ist Mitglied der Neonazi-Kleinpartei Der III. Weg.

## Leben

### Kommunistische Phase
In seinen ersten politischen Songtexten stellte der aus Gütersloh stammende Fritsch sich zunächst noch als einen linksradikalen Rapper dar. Er bezeichnete sich selbst als Stalinisten und wurde von anderen Linken als nationalbolschewistisch eingeordnet. 2008 veröffentlichte Fritsch seine erste Demoaufnahme, das Mixtape Alarmstufe Rot, im Internet zum kostenlosen Download. Auf dem Cover ist ein Sonnenaufgang dargestellt, im Hintergrund ist die New Yorker Skyline zu sehen und ein Flugzeug, welches das World Trade Center ansteuert. Alarmstufe Rot enthielt unter anderem eine RAF-Hymne und ein Loblied auf Lenin. Im Juli 2009 wurde die EP Stalins Way veröffentlicht, die ebenfalls zum freien Download verfügbar war. Mit Liedern wie Lenin, Kommunisten-Power oder  Sowjetmacht konnte sich Fritsch rasch innerhalb der linksextremen Szene profilieren. Der Titel Ex die Havana Club galt sogar als „Party-Hymne“ der Sozialistischen Deutschen Arbeiterjugend.
Im März 2009 nahm er an einem Wettbewerb der Portals rap.de zu Ehren der verstorbenen afroamerikanischen Rap-Legende The Notorious B.I.G. teil, bei dem er mit seinem eingereichten Lied Real Things nicht den ersten Platz belegte, aber als einer der vier Gewinner ein Fan-Paket mit T-Shirt, Kinokarte, einer Tribute To Notorious-Platte und dem offiziellen Soundtrack zum im selben Jahr erschienenen Film erhielt.
Nach eigenen Angaben soll sich Fritsch bei der Gütersloher Antifa, der Kommunistischen Initiative sowie der örtlichen Filiale der SDAJ beteiligt haben. Er trat als Musiker im August 2009 beim Sommercamp der SDAJ in Ostwestfalen-Lippe in Herzebrock-Clarholz (Kreis Gütersloh) auf, die Veranstaltung wurde auch von der DKP unterstützt. Am 7. August 2009 sollte in Berlin-Kreuzberg auf Einladung der Nordost Mafia und der Antifaschistischen Revolutionären Aktion Berlin (ARAB) ein weiteres Konzert mit Fritsch stattfinden. Nach heftiger Kritik wegen antisemitischer Passagen in seinen Liedern wurde er jedoch wieder ausgeladen. Erst Ende Mai 2010 jedoch erfolgte von der SDAJ in einer Stellungnahme eine Distanzierung von Fritsch. Mit diesem sei, so hieß es, eine Zusammenarbeit nicht mehr möglich, allerdings wurde betont, dass man sich dagegen wehre, die Kritik an ihm dazu zu nutzen, „um antiimperialistische Positionen zu diffamieren und sie als antisemitisch zu stigmatisieren“.
Am 15. März 2010 wurde das Tape Makssismus 2010 zum freien Download veröffentlicht, das er auf seiner damaligen Netzseite u. a. mit „100 % mehr Sexismus pur, 100 % mehr Gewalt und Zerstörungswut, 200 % mehr Antisemitismus“ bewarb. Im Track Antideutsche Hurensöhne ruft Fritsch unter anderem zum Mord an antideutschen Linken auf und erklärt: „Ich würde eher Adolf Hitler, Heinrich Himmler oder Ernst Röhm als euch links nennen.“ Im ebenfalls auf diesem Album enthaltenen Lied Arabisches Geld rappte er: „Ich leite Giftgas lyrisch in Siedlungen, die jüdisch sind“. Viele seiner Texte waren bereits zu diesem Zeitpunkt antizionistisch und antisemitisch geprägt.
2010 war es in Fritschs Heimatort Gütersloh zu einem Anschlag auf einen Leihwagen der in der Stadt auftretenden Musikgruppe Egotronic gekommen, der auf dem Parkplatz beim Veranstaltungsort angezündet wurde und ausbrannte, wobei ein Schaden von geschätzt 60.000 Euro entstand. Es wurde hierbei auch gemutmaßt, dass Fritsch oder jemand aus dessen Umfeld damit zu tun haben könnte, nachdem Fritsch in seinem Lied Antideutsche Hurensöhne Vernichtungsfantasien gegenüber Antideutschen geäußert hatte und in einer Zeile auch Egotronic namentlich genannt worden war. Die polizeilichen Ermittlungen verliefen hierbei jedoch ins Leere.

### Hinwendung zum Neonazismus
Im Februar 2011 erschien ein in einem Café aufgenommenes Interview mit Fritsch in einem rechtsextremen Internet-Portal mit dem damaligen Neonazi-Aktivisten Axel Reitz, in dem er seine politische Wandlung zum Neonazismus deutlich machte. Fritsch hob vor allem das „Gemeinschaftsgefühl“ in der Neonazi-Szene hervor, das er auf seiner ersten rechtsextremen Veranstaltungsteilnahme verspürt haben wollte, und behauptete weiter, dass es vielen Migranten in Deutschland wirtschaftlich besser gehe als den meisten Deutschen. Als sein politisches Vorbild bezeichnete Fritsch den Holocaustleugner Horst Mahler (ehemals NPD). Das Interview wurde zunächst für eine mögliche Fälschung gehalten, Klarheit wurde dann aber geschaffen, als Fritsch tatsächlich bei rechtsextremen Veranstaltungen gesichtet wurde. Auf seiner Netzseite erschien auch noch ein offizielles Statement hinsichtlich seiner ideologischen Umorientierung: „Ich habe mich komplett vom Marxismus-Leninismus losgesagt und werde dies auch noch öfters unter Beweis stellen. Ich verstehe mich als angehender Nationaler Sozialist.“
Im Rahmen seiner ersten Aktivitäten in der Neonazi-Szene rief Fritsch im Frühjahr 2011 in einem Einzeltrack zur Beteiligung an einem „Trauermarsch“ in Stolberg auf. Dort war 2008 ein 19-jähriger Deutscher bei einer Auseinandersetzung mit einem Staatenlosen libanesischer Abstammung ums Leben gekommen. In diesem Zusammenhang veranstaltete dort die rechtsextreme Szene über einige Jahre hinweg einmal jährlich eine Demonstration, die sie als „Trauermarsch“ bezeichnete. In einem hierfür produzierten Track stellt Fritsch den getöteten Mann unzutreffend als Neonazi dar.
In den folgenden Texten, wie auf der EP Sturmzeichen, verwendete Fritsch eindeutig rechtsextreme Inhalte und Sprache. Zwei dort enthaltene Lieder, die auch Teil der „Schulhof-CD“ der Berliner NPD waren, wurden im zweiten NPD-Verbotsverfahren als Belege für ein mögliches Parteiverbot der NPD benutzt. Beide Lieder waren für die Indizierung der CD durch die Bundesprüfstelle für jugendgefährdende Medien relevant. Nachdem er Ende 2011 zusammen mit dem Bielefelder King Bock den Titel Die Faust geht zum Kopf herausgebracht hatte, folgten Hausdurchsuchungen bei den beiden rappenden Neonazis. Die Polizei beschlagnahmte bei den Razzien Datenträger und Geräte zur Musikproduktion. 2012 veröffentlichte Fritsch die Hausdurchsuchungs EP mit „rassistischen, fremdenfeindlichen und abstoßend pornografischen“ Inhalten.
Im Vorfeld einer Demonstration der Partei „Die Rechte“ in Wuppertal nahm er einen Song auf, in dem er Anhängern der Antifa mit dem Tod droht. Aus dem hiesigen „Autonomen Zentrum“ solle nach einer neonazistischen Machtübernahme ein Konzentrationslager gemacht werden, das Blut der Autonomen werde in der Wupper fließen.
Zwischenzeitlich studierte Fritsch in Bielefeld Rechtswissenschaften, später in Bonn. Anfang 2015 wurde dann das erste kostenpflichtige Album 2033 veröffentlicht. Seit dem gleichen Jahr gibt er Live-Auftritte in der Neonazi-Szene. So trat er unter anderem auf einer Veranstaltung der rechtsextremen Hooligan-Band Kategorie C auf.
Am 9. Oktober 2016 wurde Fritsch im Rahmen der Sendung Facetalk auf Kiss FM interviewt. Im Anschluss wurden der Sender Kiss FM sowie die Sendung Facetalk mit einem Shitstorm belegt. Das Interview wurde kurz darauf von den offiziellen Seiten genommen und in einer Gegendarstellung betonte Programmdirektor York Strempel, dass man „jegliches rechtes Gedankengut ablehnen, verurteilen und abscheulich finden“ würde, aber sich in der Pflicht sehe, „harte und emotional aufreibende Themen nicht auszulassen“. Shahak Shapira, der vor und nach dem Interview zugeschaltet wurde, kritisierte in einem Vice-Artikel die Sendung für ihr Vorgehen. Die Kritik, der sich zahlreiche Medien anschlossen, richtete sich vor allem darauf, dass der Neonazi geradezu naiv befragt wurde und so eine Plattform für seine menschenverachtenden Aussagen erhalten habe. Fritsch verhöhnte im Anschluss daran auf seiner Facebook-Seite Shapira, indem er diesem scheinbar anbot, ihm eine monatliche Entschädigung in Höhe von einem Euro zukommen zu lassen, sollte seine Familie damals wirklich zu Seife verarbeitet worden sein – eine Anspielung auf die Legende, während der NS-Zeit wären ermordete Juden industriell zu Seife weiterverarbeitet worden. Eine ähnliche Anspielung hatte Fritsch bereits 2011 in seinem gemeinsam mit King Bock aufgenommenen Lied Die Faust geht zum Kopf gemacht, in dem es hieß: „Ich steckte sie alle gemeinsam in den nächsten Zug nach Buchenwald. Wasch mich mit der Seife ab, genieß‘ den Lampenschirm“ Letzteres ist eine Anspielung auf Ilse Koch, über die man sagte, unter ihr sei die Haut toter KZ-Häftlinge zu u. a. Lampenschirmen weiterverarbeitet worden.
Zu einem geplanten Interview mit dem ZDF kam es nicht, da man mit den Bedingungen, die Fritsch stellte, nicht einverstanden war. Dieser wollte 300 Euro als Honorar, zudem sollten bestimmte Themen, u. a. der Holocaust, nicht angesprochen werden. Auf seiner Facebookseite teilte Fritsch danach mit, dass er den nationalistischen Medien weiterhin kostenlos Interviews geben werde, er wolle vor allem nicht, dass der Eindruck entstehe, er würde eine „Hakennase“ besitzen, womit er erneut auf das Judentum anspielte.
Im Sommer 2017 geriet Fritsch in einen Konflikt mit dem Szene-Medienportal FSN. Betreiber Patrick Schröder und Co-Moderator Daniel Franz hatten Fritsch in einem Video dafür kritisiert, dass er einen Facebook-Beitrag gegen die seiner Ansicht nach zu moderate Identitäre Bewegung gepostet hatte. Fritsch reagierte darauf, indem er mit mehreren vermummten Personen ein aufwendig inszeniertes Disstrack-Video („FCK F$N“) gegen Schröder und Franz in der Straße drehte, in der Schröder wohnt. In dem Video wirft Fritsch FSN vor, kein weltanschauliches, sondern nur finanzielles Interesse an der rechtsextremen Szene zu haben und spricht von dessen „jüdische[r] Art“, für die er eine „lyrische Steinigung“ erhalte. Zudem lautete ein Vorwurf, dass Schröder die Daten von Ticketbestellern eines Neonazi-Festivals an die Behörden weitergegeben hätte und Besucher solcher Konzerte als zum Großteil „Abfall“ bezeichnet habe.
Seit 2023 ist Fritsch bei dem von Chris Ares gegründeten Label und Künstlerkollektiv Neuer Deutscher Standard (NDS) aktiv. Mit dem der Identitären Bewegung nahestehenden Ares hatte Fritsch allerdings weltanschauliche Differenzen, erst nach dessen Fortgang vom Label kam es zu einer Annäherung an dieses. Laut Eigenaussage war für Fritsch das Lied Arminius des Rappers Prototyp das entscheidende Signal dafür gewesen, dass man ideologisch auf einer Linie sei, also echter Nationalismus anstatt „nur“ Patriotismus vertreten werde. Zusammen nahmen sie ein Lied namens Freiluftpsychatrie auf, am 17. November 2023 erschien ihr gemeinsames Album Weiß, männlich, kampfbereit.

## Rezeption
Rechtsextremismusforscher bezeichnen Fritsch als „erste[n] ernstzunehmende[n]“ Neonazi-Rapper in Deutschland; ungewöhnlich für eine Szene, der „der in US-amerikanischen Ghettos entstandene Sound“ bisher „regelrecht verhasst“ war. Fritsch sei zwar nicht der erste gewesen, „der den populären Hip-Hop für rechtsextreme Zwecke nutzte“, jedoch derjenige, dem es erstmals „gelang, die Musik authentisch rüberzubringen“. Frühere rechtsextreme Projekte auf diesem Feld stammten von Personen, die mit der Musik selbst wenig anfangen konnten und Hip-Hop lediglich als Mittel zur Verbreitung von politischen Inhalten betrachteten. So etwa das Projekt n'Socialist Soundsystem, bei dem es sich um ein Nebenprojekt der Rechtsrock-Gruppe Häretiker handelte. Diese Versuche hätten, weil sie unauthentisch waren, Jugendliche bislang entsprechend wenig angesprochen. Mit Fritsch hingegen trat ein Musiker auf, der schon länger Teil der Hip-Hop-Szene gewesen ist. Gegenüber früheren Versuchen rechtsextremer Musiker würden sich die Beiträge von Fritsch durch eine vergleichsweise hohe Qualität abheben. Gegenüber den Vertretern des etablierten Deutschraps im Mainstream halte Fritsch dabei qualitativ „in weiten Teilen ohne Weiteres“ stand.
Textlich sei Fritsch' Debüt, die EP Sturmzeichen, „wesentlich radikaler und eindeutiger als die meisten RechtsRock- und RechtsRap-Texte jener Zeit“. Möglicherweise stand dahinter die Absicht Fritschs, durch ein „Ausstellen rechtsradikaler street credibility“ sein Überlaufen vom linksextremen zum rechtsextremen Lager gegenüber seinem neuen Umfeld glaubwürdiger erscheinen zu lassen.
Bereits vor seinem Bekenntnis zum Neonazismus war Fritsch mit sexistischen, frauenfeindlichen, nationalistischen, Hass gegen Israel propagierenden, offen antisemitischen, schwulenfeindlichen und gewaltverherrlichenden Texten aufgefallen. Ferner verbreitet Fritsch Verschwörungstheorien, beispielsweise dass die USA von einer „jüdischen Verschwörung“ beeinflusst würden, mit dem Ziel der Unterdrückung der deutschen Bevölkerung.
MaKss Damage wird in dem 2014 veröffentlichten Lied Beate Zschäpe hört U2 der Antilopen Gang im Refrain erwähnt.

## Volksverhetzung
Makss Damage wurde im November 2015 wegen Volksverhetzung bezüglich der Produktion Die Faust geht zum Kopf und der Verbreitung gewaltpornographischer Schriften in einem anderen Song, in dem er zu sexuellen Gewalttaten gegen die Politikerin Sahra Wagenknecht aufgerufen hatte, vom Amtsgericht Bielefeld zu einer Geldstrafe von 700 Euro verurteilt. Später zog er die eingelegte Berufung zurück, sodass das Urteil rechtskräftig wurde.

## MKD und das Label NDS (Neuer Deutscher Standard)
Unter dem Label NDS (Neuer Deutscher Standard) versammeln sich vor allem nationalistische Rapper. Das Label wurde von Chris Ares und Prototyp ins Leben gerufen. Auch Fritsch, der seinen Künstlernamen „MaKss Damage“ mittlerweile mit „MKD“ abkürzt, ist seit 2023 Teil davon. Gemeinsam mit dem rechten Rapper Proto (ehemals „Prototyp“) nahm Fritsch ein Album unter dem neuen Label auf. Das Album heißt „Proto X MKD – Weiss. Männlich. Kampfbereit.“. Nach der Veröffentlichung wurde das Album auf Amazon vertrieben und schaffte es dort zeitweise auf Platz 2 der Top-Alben. Kurz darauf wurde der Verkauf von Amazon verhindert und das Album auf der Plattform gelöscht.
Bei „Revolution auf Sendung“, einem Podcast der neonazistischen Partei „Der III. Weg“, verkündete der Rapper „Proto“ die Zugehörigkeit von MaKss Damage zum Label NDS.

## Diskografie (Auswahl)
- 2008: Alarmstufe Rot (Online-Album)
- 2009: Stalins Way (Online-EP)
- 2010: MaKssismus 2010 (Online-Mixtape)
- 2011: Sturmzeichen (Online-EP, indiziert)
- 2012: Hausdurchsuchungs EP (Online-EP)
- 2015: 2033 (Album, indiziert[44])
- 2016: Reconquista Mixtape Volume 1 (Album)
- 2020: Blut oder Gold (Album)
- 2023: Proto X MKD – Weiss Männlich Kampfbereit (Album)
- 2025: Kämpfernatur (EP)